# Élie Boudeau
Pour les articles homonymes, voir Boudeau.
Jean Élie Isidore Boudeau, dit Élie Boudeau, né le 4 février 1852 à La Rochelle (Charente-Maritime) et mort le 28 mai 1912 à Gagny (Seine-Saint-Denis), est un homme politique français. D'abord d'orientation blanquiste, il se tourne par la suite vers le boulangisme.

## Biographie

### Famille et débuts
Élie Boudeau est le fils d'Élie Isidore Boudeau (1811-), marchand, et de Eulalie Anne (née Papin en 1825).
Représentant de commerce d'origine modeste, il se lance dans l'industrie de fabrication du savon.

### Carrière politique
À 19 ans, exempté de service militaire, il s'engage dans les corps de francs-tireurs de Paris et mène des conférences sur l'abolition des budgets des cultes, la réforme du calendrier, et la politique républicaine. A la même période, il devient écrit dans le  journal Ni Dieu ni maître fondé par Auguste Blanqui.

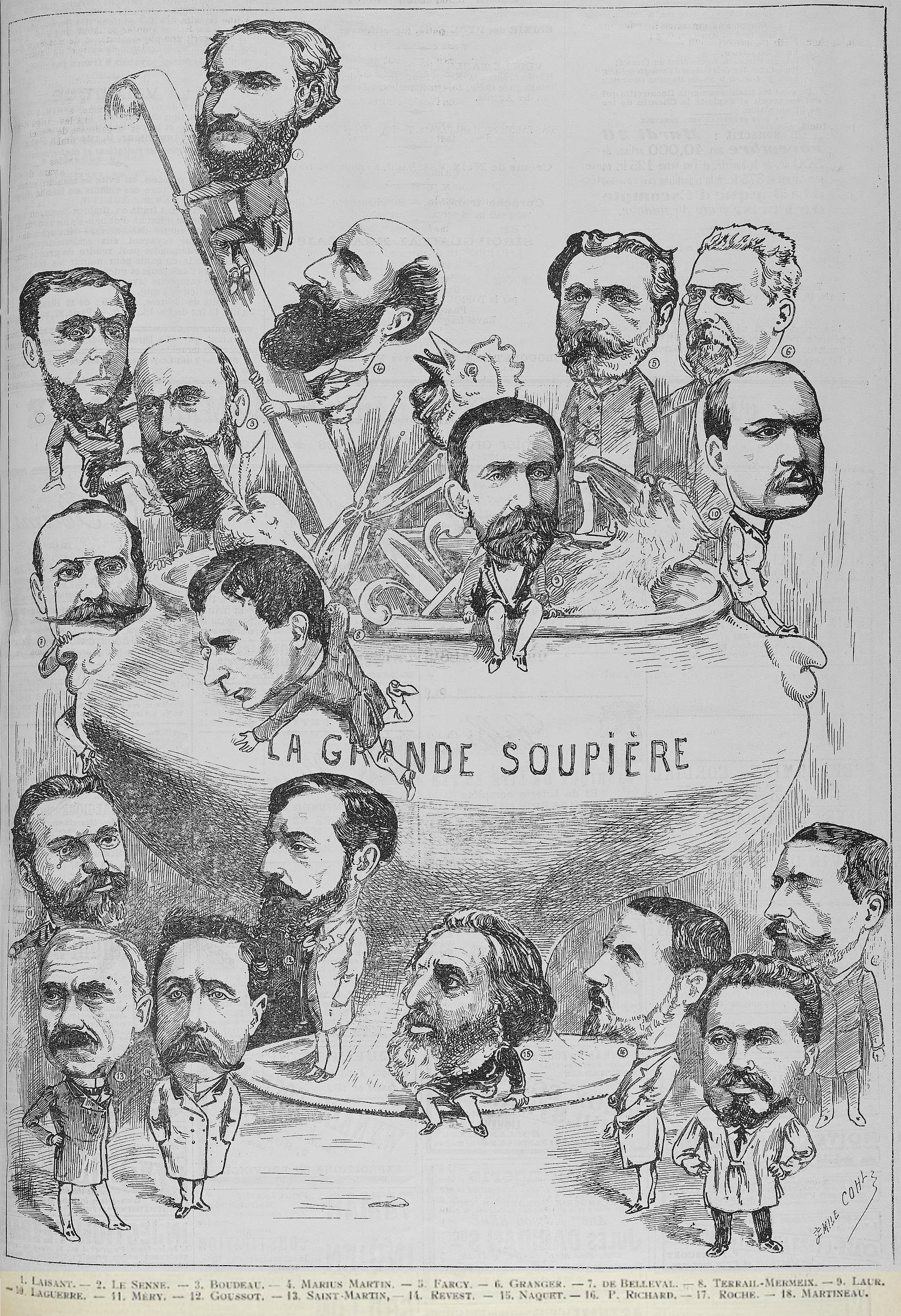
Caricature de députés boulangistes, Boudeau se situe en haut, 2e personnage en partant de la gauche.

Membre actif de la Ligue des patriotes, il est député de la Seine 4e circonscription de Saint-Denis (Courbevoie) du 6 octobre 1889 - 14 octobre 1893 sous l'étiquette boulangiste. Son investiture est rendue possible grâce au soutien de Paul Déroulède. Il ne se représente pas en 1893.

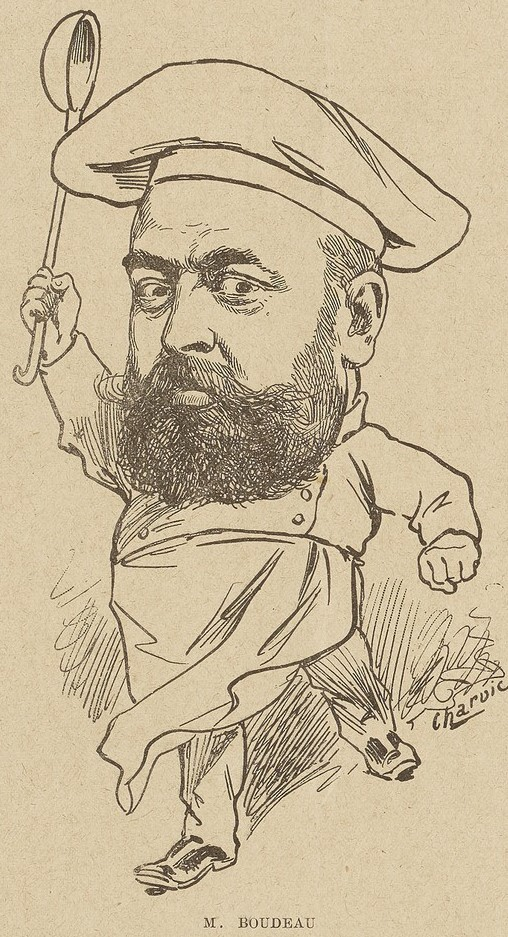
Elie Boudeau en 1891 caricaturé dans La Silhouette par Charvic.

En août 1892, le parquet de la Seine dépose un mandat d'arrestation à l'encontre de Boudeau dans le cadre de l'affaire Vergnaud, boulangiste changeur de la rue de Rennes en fuite. Il est ensuite mis en cause dans l'affaire de la Caisse centrale de Paris, et le propriétaire de sa savonnerie de Saint-Ouen porte plainte pour impayés. Il se déclare innocent sur les deux chefs d'accusation. Au milieu de cette tumulte, il se rend alors à Lyon et la presse le déclare disparu. En 1895, il aurait été arrêté par la gendarmerie belge et remis à la justice française pour des faits de banqueroute frauduleuse. Il est écroué à la prison de Lille avant son transfert à Paris.
Élie Boudeau est enterré au cimetière des Abbesses à Gagny.

### Numismatique
Élie Boudeau se passionne pour la numismatique et publie en 1912 un catalogue illustré des monnaies françaises en trois volumes. Il affirmait qu'à l'heure de manger, il tenait toujours une médaille dans une main, et mangeait de l'autre.

## Autres fonctions
- À partir de 1893 : Membre de la Société française de numismatique[1]
- À partir de 1882 : Membre de la Société française de statistique[1]
- 1877-1885 : Membre de la Société positiviste de Paris (SP)[1]
- Franc-maçon, membre de la Loge Émile Zola, Orient de Paris[1]

## Vie privée
Élie Boudeau épouse Honorine Dewarne (1853-) en premières noces, et Apolone Toyon (1898-), avec qui il a une fille, Germaine Pauline (1894-).